# Bubalus
Bubalus è un genere di bovini asiatici proposto da Charles Hamilton Smith, nel 1827. Bubalus e Syncerus formano la sottotribù Bubalina, o veri bufali.
Il Codice internazionale di nomenclatura zoologica e classificazione degli animali domestici come specie, sottospecie, razze o varietà è oggetto di controversie da molti anni ed è spesso incoerente tra i vari autori. Gli assessori dell'Organizzazione per l'alimentazione e l'agricoltura considerano le popolazioni di bufali d'acqua domestici come razze.
Le specie di Bubalus comprendono il bufalo d'acqua domestico (B. bubalis), il bufalo d'acqua selvatico (B. arnee), il tamarù (B. mindorensis), l'anoa di pianura (B. depressicornis) e l'anoa di montagna (B. quarlesi). Le ultime due specie di anoa sono state proposte per formare un sottogenere separato all'interno di Bubalus.

## Descrizione

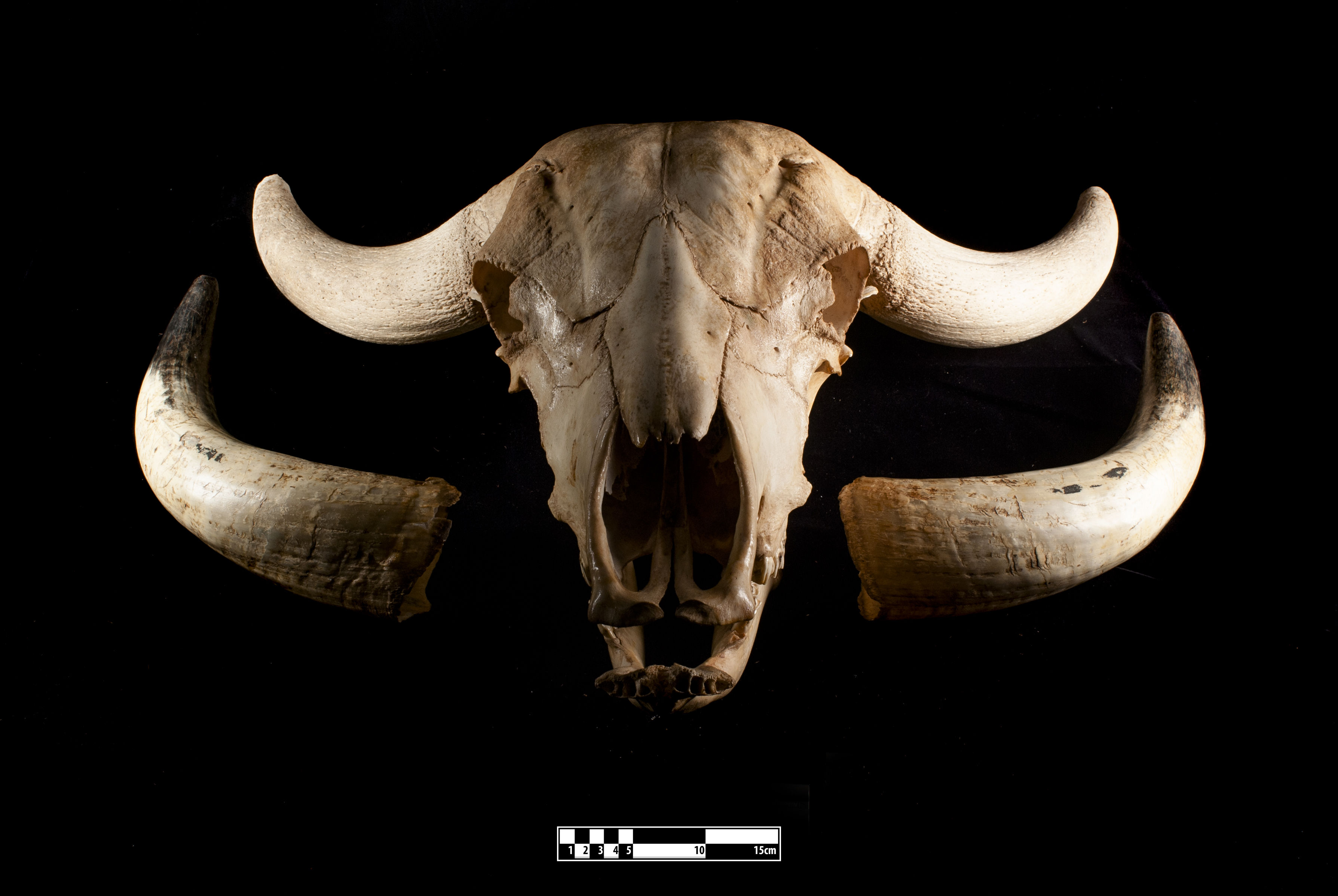
Cranio di Bubalus

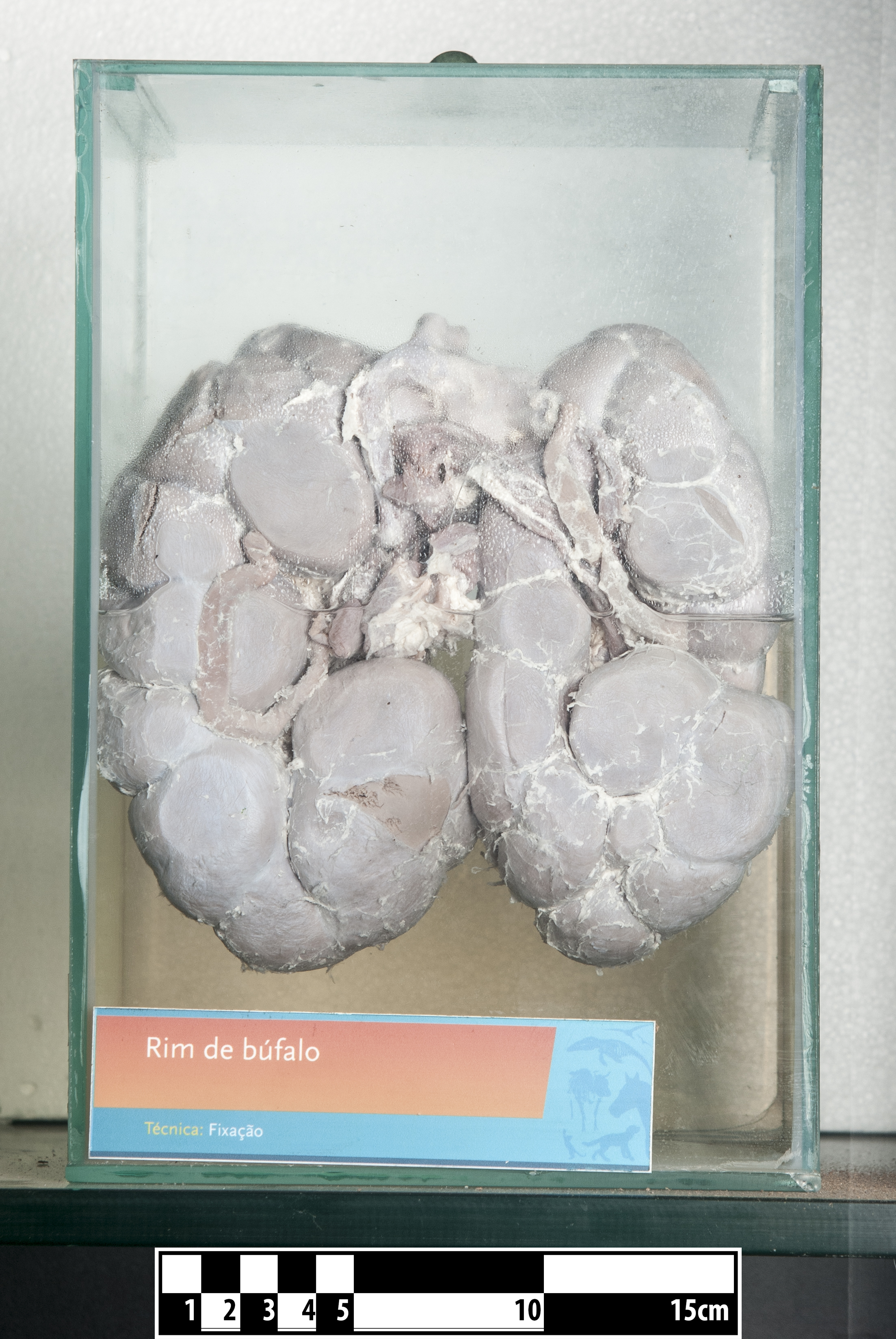
Rene di Bubalus

Smith descrisse Bubalus come un genere di bovini dal profilo basso in proporzione alla mole dagli arti robusti, giogaie ridotte e una coda lunga e slanciata; la testa è grande con una fronte stretta a dalla forma convessa, occhi grandi e orecchie a forma di imbuto; le corna sono piatte o piegate lateralmente e proiettate all'indietro; nelle femmine, le mammelle presentano quattro capezzoli. Lydekker aggiunse che la linea della schiena è quasi dritta con 13 paia di costole; la coda è a ciuffo e arriva fino ai garretti; trasversalmente le corna sono triangolari per la maggior parte della loro lunghezza del corno, e la base delle corna è posta in basso sul cranio; il muso è largo e il pelo scarso negli adulti.

## Specie
Questo genere comprende le seguenti specie viventi:
| Specie di Bubalus                          | Specie di Bubalus | Specie di Bubalus |
| Nome comune e binomiale                    | Immagine          | Distribuzione |
| ------------------------------------------ | ----------------- | --- |
| Bufalo d'acqua domestico (Bubalus bubalis) |                   | Domestico nel subcontinente indiano, nel sud-est asiatico e in Cina; popolazioni ferali distribuite in Sud America e Australia |
| Bufalo d'acqua selvatico (Bubalus arnee)   |                   | Subcontinente indiano e sud-est asiatico                                                                                       |
| Anoa di pianura (Bubalus depressicornis)   |                   | Sulawesi in Indonesia |
| Tamarù (Bubalus mindorensis)               |                   | Mindoro nelle Filippine |
| Anoa di montagna (Bubalus quarlesi)        |                   | Sulawesi |

### Nomi validi
La checklist del 2013 del Catalogue of Life elenca come "accettate" cinque specie binomina nel genere Bubalus:
- Bubalus bubalis Linnaeus, 1758
- Bubalus depressicornis Smith, 1827
- Bubalus mephistopheles Hopwood, 1925
- Bubalus mindorensis Heude, 1888
- Bubalus quarlesi Ouwens, 1910

Bubalus arnee non è elencato qui.
L'Integrated Taxonomic Information System elenca le stesse cinque specie binomina come valide; elenca anche come valide sei sottospecie di Bubalus bubalis:
- Bubalus bubalis arnee Kerr, 1792
- Bubalus bubalis bubalis Linnaeus, 1758
- Bubalus bubalis fulvus Blanford, 1891
- Bubalus bubalis kerabau Fitzinger, 1860
- Bubalus bubalis migona Deraniyagala, 1952
- Bubalus bubalis theerapati Groves, 1996

### Specie fossili

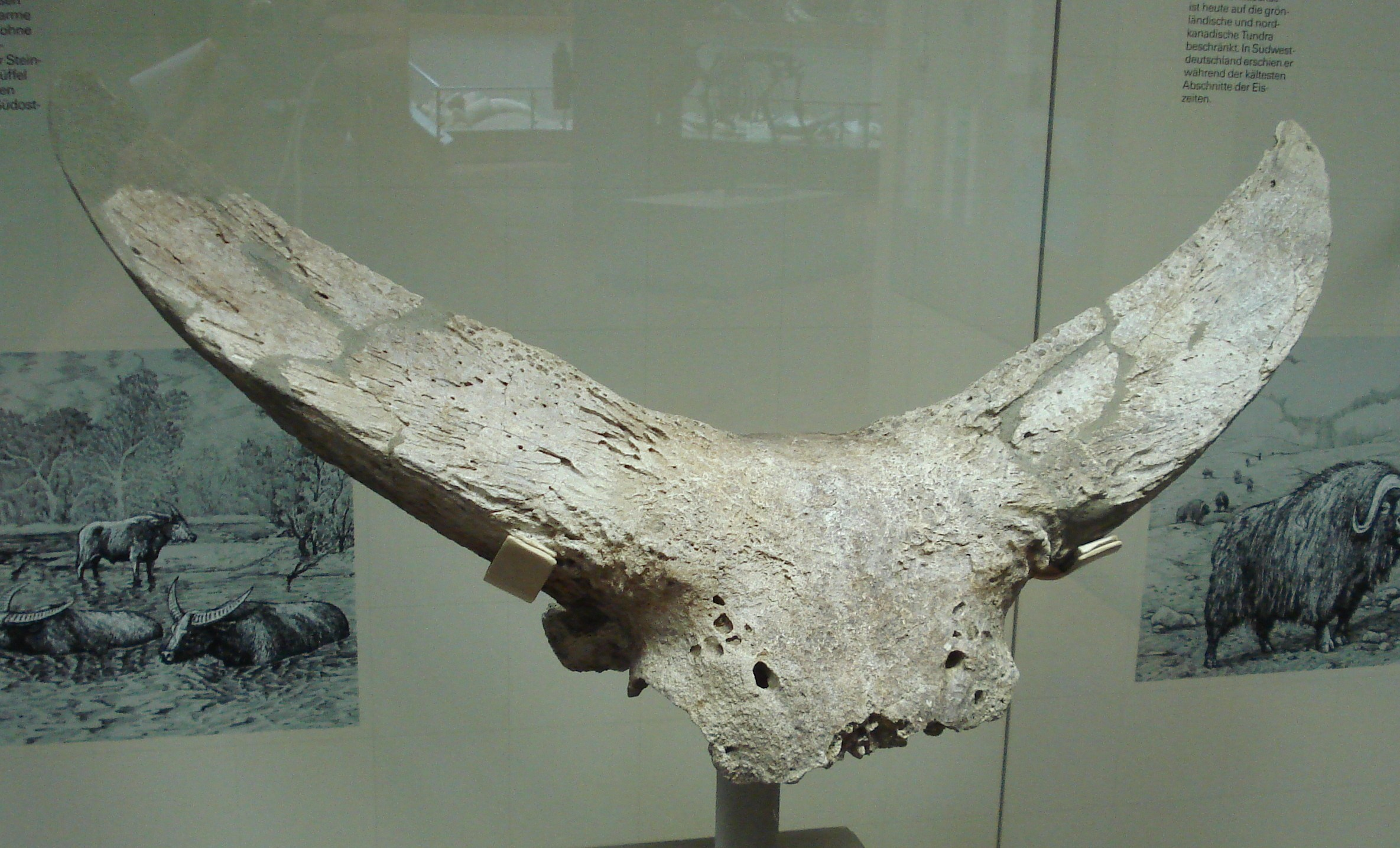
Cranio di Bubalus murrensis

Di seguito sono riportate le specie estinte appartenenti al genere Bubalus:
- †Bubalus brevicornis - Young, 1936
- †Bubalus cebuensis (Tamaraw di Cebu) - Croft, Heaney, Flynn and Bautista, 2006[10]
- †Bubalus fudi - Guo, 2008 - (forse una sottospecie di Bubalus wansijocki)
- †Bubalus grovesi - Rozzi, 2017[11]
- †Bubalus mephistopheles (Bufalo d'acqua dalle corna corte) - Hopwood, 1925[12]
- †Bubalus murrensis (Bufalo d'acqua europeo) - Berckhemer, 1927[13]
- †Bubalus palaeokerabau (Bufalo d'acqua di Giava) - E. Dubois, 1908[14]
- †Bubalus platyceros - Lydekker, 1877
- †Bubalus teilhardi - Young, 1932
- †Bubalus wansijocki - Chardin, 1928
- †Bubalus youngi - Chow and Hsu, 1957